# USS Momsen (DDG-92)
USS Momsen (DDG-92) — 42-й эскадренный миноносец из серии запланированных к 13 сентября 2002 года 62 эсминцев УРО типа «Арли Бёрк», строительство которых было одобрено Конгрессом США. Назван в честь вице-адмирала Чарльза Момсена.